# Archidiecezja Matki Bożej w Moskwie
Archidiecezja Matki Bożej w Moskwie (łac. Archidioecesis Moscoviensis Matris Dei; ros. Архиепархия Матери Божией) – archidiecezja Kościoła rzymskokatolickiego w Rosji.

## Historia
13 kwietnia 1991 roku bullą papieską Providi quae Decessores z terytorium wydzielonego z diecezji tyraspolskiej i archidiecezji mohylewskiej powstała administratura apostolska europejskiej części Rosji (łac. Russiae Europaeae Septentrionali Latinuorum), której pierwszym administratorem apostolskim został Tadeusz Kondrusiewicz. 
18 maja 1999 roku  nastąpił podział administratury na część północną – ze stolicą w Moskwie – oraz część południową – ze stolicą w Saratowie.
11 lutego 2002 roku papież Jan Paweł II bullą Russiae intra fines podniósł administraturę do rangi archidiecezji nadając jej nazwę archidiecezji Matki Bożej w Moskwie. 
Jej sufraganiami są:
- diecezja św. Klemensa w Saratowie
- diecezja Przemienienia Pańskiego w Nowosybirsku
- diecezja Świętego Józefa w Irkucku.

Spośród czterech biskupów pracujących w Rosji w 2022 roku trzech było obcokrajowcami, z których jeden był Niemcem z rosyjskich obywatelstwem..

## Podział administracyjny archidiecezji
Parafie archidiecezji zorganizowane są w następujących dekanatach:
- Region duszpasterski Centralny:
  - Dekanat Wschodni
  - Dekanat Centralny
  - Dekanat Południowy
- Region duszpasterski Północno-Zachodni
- Region duszpasterski Zachodni